# Coldwave
Coldwave (também escrito como cold wave) é um gênero musical (ou movimento) vagamente definido que surgiu na Europa no final da década de 1970, caracterizado por seu tom lírico destacado, uso de instrumentos musicais eletrônicos antigos e uma abordagem e estilo minimalistas. Surgiu de bandas que, influenciadas pelos primeiros grupos eletrônicos como Kraftwerk, fizeram uso de sintetizadores portáteis acessíveis, como o Korg MS-20. O termo também pode se referir a uma sonoridade monótona e excessivamente minimalista, descrita de outra forma como um elo indefinido entre pós-punk e dark wave. Termos como "minimal wave" ou "minimal synth" também são usados para se referir ao estilo.
O termo cold wave apareceu na edição de novembro de 1977 da revista musical inglesa Sounds: No texto de capa, mostrando Ralf Hütter e Florian Schneider do Kraftwerk podemos ler "New musick: The cold wave". O artigo também citava Siouxsie & The Banshees, cuja sonoridade foi descrita como coldwave em 1977 e 1978.  Essas influências aparecem na sonoridade apática de bandas como Joy Division, The Cure e Bauhaus.
KaS Product, Martin Dupont, Asylum Party, Norma Loy, Clair Obscur, Opera Multi Steel e Trisomie 21 são algumas das principais bandas representantes desta corrente musical.

## Bandas de coldwave
- Asylum Party
- Baroque Bordello
- Clair Obscur
- Closed Session
- Coldreams
- Dementia Precox
- Echo Prism
- Editors
- Ellysgarden
- End Of Data
- Excès Nocturne
- Guerre Froide
- Hymn
- KaS Product
- L'enfance Eternelle
- Leitmotiv
- Lebanon Hanover
- Little Nemo
- Martin Dupont
- Memoires d'Automne
- Molchat Doma
- Neutral Project
- Norma Loy
- Opera Multi Steel
- Les Provisoires
- Siglo XX
- Sixth June
- TR/ST
- Trisomie 21
- Trop Tard
- Wallenberg